# YEATS4
YEATS4 (англ. YEATS domain containing 4) – білок, який кодується однойменним геном, розташованим у людей на 12-й хромосомі. Довжина поліпептидного ланцюга білка становить 227 амінокислот, а молекулярна маса — 26 499.
| 10         |  | 20         |  | 30         |  | 40         |  | 50         |
| ---------- |  | ---------- |  | ---------- |  | ---------- |  | ---------- |
| MFKRMAEFGP |  | DSGGRVKGVT |  | IVKPIVYGNV |  | ARYFGKKREE |  | DGHTHQWTVY |
| VKPYRNEDMS |  | AYVKKIQFKL |  | HESYGNPLRV |  | VTKPPYEITE |  | TGWGEFEIII |
| KIFFIDPNER |  | PVTLYHLLKL |  | FQSDTNAMLG |  | KKTVVSEFYD |  | EMIFQDPTAM |
| MQQLLTTSRQ |  | LTLGAYKHET |  | EFAELEVKTR |  | EKLEAAKKKT |  | SFEIAELKER |
| LKASRETINC |  | LKNEIRKLEE |  | DDQAKDI    |  |            |  |            |

A: Аланін

C: Цистеїн

D: Аспарагінова кислота

E: Глутамінова кислота

F: Фенілаланін

G: Гліцин

H: Гістидин

I: Ізолейцин

K: Лізин

L: Лейцин

M: Метіонін

N: Аспарагін

P: Пролін

Q: Глутамін

R: Аргінін

S: Серин

T: Треонін

V: Валін

W: Триптофан

Кодований геном білок за функцією належить до регуляторів хроматину. 
Задіяний у таких біологічних процесах, як транскрипція, регуляція транскрипції, регуляція росту. 
Локалізований у ядрі.